# Chicago blues

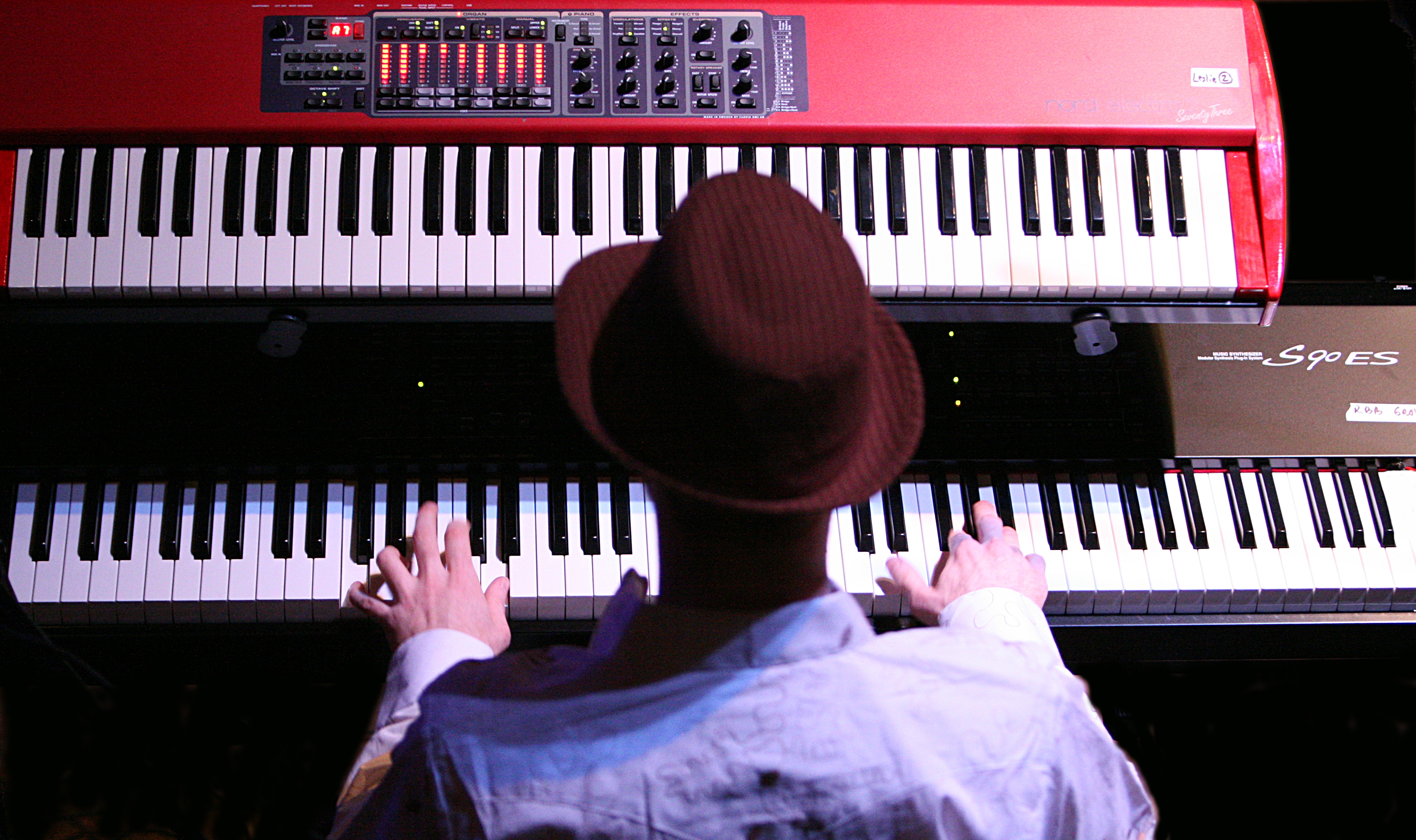
Él es Ronnie Baker Books, uno de los intérpretes más relevantes del Chigago blues y quien no solo tenía masterizado este tipo de música, sino concretamente el piano.

El Chicago blues es un tipo de música blues que se desarrolló en Chicago, Illinois, al añadir guitarras amplificadas, batería, piano, bajo y, en algunas ocasiones, saxofón al Delta blues básico de guitarras y armónica la cual también se empezó a amplificar. Este estilo es el resultado, principalmente, de la Gran Migración Afroamericana de trabajadores pobres del sur de Estados Unidos de América a las ciudades industriales del norte del país, tales como Chicago, durante la primera mitad del siglo XX.
El Chicago Blues tiene un repertorio de notas musicales más amplio que la escala estándar de blues de seis notas: generalmente se añaden notas de la escala mayor consiguiendo así un efecto "jazzero" a la vez que se mantienen las características esenciales del blues. Este efecto, el de añadir notas de otra escala, no es tan común ni tiene tanta importancia como en otros estilos, como el Texas blues, en el cual suelen utilizarse terceras y sextas mayores.
Otra característica importante del Chicago blues es la presencia de una gran cantidad de acordes "novenos" dominantes, así como la presencia de notas "novenas" en las escalas.

## Intérpretes más relevantes
| - Big Maceo Merriweather - Big Walter Horton - Blue Plate Special - Bo Diddley - Bonnie Lee - Boston Blackie - Buddy Guy - Charlie Musselwhite - Carey Bell - Charlie Love - Siegel-Schwall_Band - David "Honeyboy" Edwards - Detroit Junior - Dion Payton - Earl Hooker - Elmore James - Erwin Helfer | - Fenton Robinson - Freddie King - Harry Binford - Homesick James - Hound Dog Taylor - Howlin' Wolf - Hubert Sumlin - J. B. Lenoir - James Cotton - Jimmy Dawkins - Jimmy Johnson - Jimmy Rogers - John Brim - Johnny Shines - J. T. Brown - Junior Wells | - Kansas Joe McCoy - Koko Taylor - Kokomo Arnold - Little Walter - Lonnie Brooks - Lovie Lee - Luther Allison - Lurrie Bell - Magic Sam - Magic Slim - Mathías Ramírez - Mighty Joe Young - Mike Bloomfield - Muddy Waters - Otis Rush - Otis Spann - Papa Charlie McCoy | - Paul Butterfield - Pinetop Perkins - R.P. Michaels - Robert Lee McCollum - Robert Lockwood Jr. - Ronnie Baker Brooks - Robert Johnson - Scrapper Blackwell - Snooky Pryor - Son Seals - Sonny Boy Williamson - Sunnyland Slim - Vince Agwada - Wayne Baker Brooks - Willie Dixon - Willie Kent |